# Senato dell'Idaho
Il Senato dell'Idaho è, insieme alla Camera dei Rappresentanti, una delle due camere della Legislatura dell'Idaho. Essa si riunisce nel Campidoglio dello Stato dell’Idaho.
Composto da 35 membri, il Senato viene eletto ogni due anni.